# Francis Richard (orientaliste)
Francis Richard (né le 3 décembre 1948) est un orientaliste français. Il est connu pour ses recherches sur les manuscrits persans de la collection orientale de la  Bibliothèque nationale de France,,,,.

## Biographie
Diplômé de l'École supérieur des Bibliothécaires en 1974, Francis Richard travaille de 1974 à 2003 au département des manuscrits orientaux de la Bibliothèque nationale, où il s'occupe particulièrement de la collection de manuscrits persans.
Après 2003, il prend la direction du nouveau Départements des Arts de l'Islam du musée du Louvre, avant de rejoindre l'équipe projet de la Bibliothèque universitaire des langues et civilisations, dont il est le directeur scientifique jusqu'à sa retraite en 2014.
Il est lauréat du prix international Farabi.